# Houstonie humifuse
Houstonia humifusa
 (septembre 2021).
Si vous disposez d'ouvrages ou d'articles de référence ou si vous connaissez des sites web de qualité traitant du thème abordé ici, merci de compléter l'article en donnant les références utiles à sa vérifiabilité et en les liant à la section « Notes et références ».
Espèce
L'Houstonie humifuse (Houstonia humifusa), est une espèce de plantes de la famille des Rubiaceae qui est originaire des États-Unis.

## Répartition
Houstonia humifusa se rencontre au Texas, en Oklahoma et au Nouveau-Mexique. Elle est généralement présente dans les zones sablonneuses, ou parfois sur du gypse.

## Description
Houstonia humifusa est une herbacée annuelle, atteignant environ 15 cm de haut. Elle produit des fleurs rose pâle et violet au printemps et au début de l'été. 